# Campionats del món de ciclisme de muntanya i trial de 2015
Els Campionats del món de ciclisme de muntanya i trial de 2015 van ser la 26a edició dels Campionats del món de ciclisme de muntanya organitzats per la Unió Ciclista Internacional. Les proves tingueren lloc de l'1 al 6 de setembre de 2015 a Vallnord a Andorra.

## Resultats

### Camp a través
| Proves         | Or                                                                                  | Plata                                                                            | Bronze                                                                              |
| Masculí        | Nino Schurter (SUI)                                                                 | Julien Absalon (FRA)                                                             | Ondřej Cink (CZE)                                                                   |
| Femení         | Pauline Ferrand-Prévot (FRA)                                                        | Irina Kalentieva (RUS)                                                           | Yana Belomoyna (UKR)                                                                |
| Masculí sub-23 | Anton Cooper (NZL)                                                                  | Victor Koretzky (FRA)                                                            | Grant Ferguson (GBR)                                                                |
| Femení sub-23  | Ramona Forchini (SUI)                                                               | Olga Terentyeva (RUS)                                                            | Jenny Rissveds (SWE)                                                                |
| Masculí júnior | Simon Andreassen (DEN)                                                              | Maximilian Brandl (GER)                                                          | Egan Bernal (COL)                                                                   |
| Femení júnior  | Martina Berta (ITA)                                                                 | Evie Richards (GBR)                                                              | Nicole Koller (SUI)                                                                 |
| Relleus Mixt   | França · Victor Koretzky · Antoine Philipp · Pauline Ferrand-Prévot · Jordan Sarrou | Dinamarca · Simon Andreassen · Niels Rasmussen · Annika Langvad · Sebastian Fini | Itàlia · Gioele Bertolini · Francesco Bonetto · Eva Lechner · Marco Aurelio Fontana |

### Camp a través per eliminació
| Proves  | Or                      | Plata                     | Bronze                   |
| Masculí | Daniel Federspiel (AUT) | Samuel Gaze (NZL)         | Simon Gegenheimer (GER)  |
| Femení  | Linda Indergand (SUI)   | Ingrid Bøe Jacobsen (NOR) | Kathrin Stirnemann (SUI) |

### Descens
| Proves         | Or                     | Plata                  | Bronze                |
| Masculí        | Loïc Bruni (FRA)       | Greg Minnaar (RSA)     | Josh Bryceland (GBR)  |
| Femení         | Rachel Atherton (GBR)  | Manon Carpenter (GBR)  | Tracey Hannah (AUS)   |
| Masculí júnior | Laurie Greenland (GBR) | Martin Maes (BEL)      | Jackson Frew (AUS)    |
| Femení júnior  | Marine Cabirou (FRA)   | Viktoria Gimenez (FRA) | Megyaszai Lilla (HUN) |

### Trial
| Proves                       | Or                                                                                                 | Plata                                                                          | Bronze                                                                                     |
| Masculí - 20 polzades        | Abel Mustieles (ESP)                                                                               | Lucien Leiser (SUI)                                                            | Benito Ros (ESP)                                                                           |
| Masculí - 26 polzades        | Vincent Hermance (FRA)                                                                             | Jack Carthy (GBR)                                                              | Kenny Belaey (BEL)                                                                         |
| Femení                       | Janine Jungfels (AUS)                                                                              | Tatiana Janickova (SVK)                                                        | Nina Reichenbach (GER)                                                                     |
| Masculí júnior - 20 polzades | Dominik Oswald (GER)                                                                               | Sebastián Ruiz (ESP)                                                           | Johan Buchwalder (SUI)                                                                     |
| Masculí júnior - 26 polzades | Nicolas Vallée (FRA)                                                                               | Dominik Oswald (GER)                                                           | Nicolas Fleury (FRA)                                                                       |
| Equips                       | França · Vincent Hermance · Nicolas Vallée · Manon Basseville · Nicolas Fleury · Benjamin Durville | Suïssa · Lucien Leiser · Loris Braun · Tom Blaser · Jonas Koenig · Debi Studer | Alemanya · Hannes Hermann · Jannis Oing · Nina Reichenbach · Dominik Oswald · Raphael Pils |

## Medaller
| Pos. | País         | Or | Plata | Bronze | Total |
| 1    | França       | 7  | 3     | 1      | 11    |
| 2    | Suïssa       | 3  | 2     | 3      | 8     |
| 3    | Regne Unit   | 2  | 3     | 2      | 7     |
| 4    | Alemanya     | 1  | 2     | 3      | 6     |
| 5    | Espanya      | 1  | 1     | 1      | 3     |
| 6    | Dinamarca    | 1  | 1     | 0      | 2     |
| 6    | Nova Zelanda | 1  | 1     | 0      | 2     |
| 8    | Austràlia    | 1  | 0     | 2      | 3     |
| 9    | Itàlia       | 1  | 0     | 1      | 2     |
| 10   | Àustria      | 1  | 0     | 0      | 1     |
| 11   | Rússia       | 0  | 2     | 0      | 2     |
| 12   | Bèlgica      | 0  | 1     | 1      | 2     |
| 13   | Noruega      | 0  | 1     | 0      | 1     |
| 13   | Eslovàquia   | 0  | 1     | 0      | 1     |
| 13   | Sud-àfrica   | 0  | 1     | 0      | 1     |
| 16   | Colòmbia     | 0  | 0     | 1      | 1     |
| 16   | Txèquia      | 0  | 0     | 1      | 1     |
| 16   | Hongria      | 0  | 0     | 1      | 1     |
| 16   | Suècia       | 0  | 0     | 1      | 1     |
| 16   | Ucraïna      | 0  | 0     | 1      | 1     |
|      | Total        | 19 | 19    | 19     | 57    |